# Массовое убийство в начальной школе «Робб»
Массовое убийство в начальной школе «Робб» города Ювалде (штат Техас, США) произошло 24 мая 2022 года.
18-летний Сальвадор Роландо Рамос (англ. Salvador Rolando Ramos, 16 мая 2004 — 24 мая 2022), действовавший в одиночку, открыл огонь в учебном заведении, забаррикадировался в здании, а позже был убит сотрудниками правоохранительных органов. Перед нападением на школу Рамос ранил свою 66-летнюю бабушку. Губернатор Техаса Грег Эбботт сообщил, что в результате нападения погиб 21 человек, в том числе 19 детей и двое взрослых. Ещё 17 человек были ранены.
Это самое массовое убийство в школах США с декабря 2012 года, когда в начальной школе в Сэнди-Хук было убито 26 человек.
27 мая стало известно, что аноним пожертвовал порядка 175 тыс. долларов, полностью покрыв расходы на похороны жертв массовой стрельбы.

## Ход событий

### Стрельба
24 мая 2022 года Сальвадор Рамос и его 66-летняя бабушка поссорились из-за того, что он не смог окончить старшую школу в их доме в Увальде, во время которой он выстрелил ей в лицо[, прежде чем забрать ее черный Ford F-150 2008 года выпуска.  Она выжила и получила помощь от соседей, пока вызывали полицейских.  Затем она была доставлена по воздуху в больницу в Сан-Антонио в критическом состоянии. 
Рамос через свой аккаунт в Facebook отправил три личных сообщения 15-летней девочке из Германии, с которой он познакомился в интернете до стрельбы[: первое, в котором говорилось, что он собирается стрелять в бабушку, во втором — о том, что он застрелил свою бабушку, а в третьем — примерно за 15 минут до стрельбы. сказать, что он собирался открыть огонь в начальной школе.  Девушка ответила: «Круто». Позже она предстала перед судом во Франкфурте, Германия, и была признана виновной в «сокрытии информации о запланированных преступлениях». Ей вынесли предупреждение и обязали «пройти воспитательные мероприятия».  Представитель Meta, материнской компании Facebook, заявил, что посты были «личными текстовыми сообщениями один на один», обнаруженными после стрельбы. 
Рамос протолкнул грузовик своей бабушки через баррикаду и упал в бетонный ров возле начальной школы Робба в 11:28 утра CDT (UTC-5), а затем перелез через забор и вошел на территорию школы.  По данным полиции, он был одет в тактический жилет для переноски боеприпасов, который не включал баллистическую защиту или броневставки, а также рюкзак и полностью черную одежду, а также винтовку в стиле AR-15 и семь магазинов на 30 патронов.  Он пронес в школу только одну из двух винтовок, которые купил на законных основаниях, а другую оставил в разбитом грузовике.  Свидетель сказал, что сначала он выстрелил в двух человек в ближайшем похоронном бюро, оба из которых остались невредимыми.  Полиция сообщила о получении звонков 9-1-1 о том, что рядом со школой разбился автомобиль. [ Услышав о звонке 9-1-1, школьный инспектор поехал в кампус школы и преследовал учителя, которого офицер ошибочно принял за стрелка, проезжая при этом мимо настоящего стрелка. 
Рамос вошел в школу через входную дверь, выходящую на запад, которую закрыл учитель, увидевший его.  Входная дверь не запиралась, несмотря на то, что она была спроектирована так, чтобы ее можно было запирать при закрытии.  Начальник полиции UCISD подсчитал, что стрельба началась в 11:32; Согласно сообщению школы в Facebook, школа была закрыта в 11:43 утра в ответ на выстрелы, услышанные поблизости.  В 11:40 утра учитель в комнате 102 связался с диспетчером 9-1-1 после трех безуспешных попыток дозвониться до них. Учительница рассказала диспетчеру, что слышала выстрелы в соседнем классе.  В отчете, опубликованном 6 июля, говорится, что офицер направил свою винтовку на Рамоса перед тем, как он вошел в школу, но не выстрелил, потому что ждал разрешения своего начальника. 
Войдя в здание, Рамос прошел по двум коротким коридорам, а затем вошел в классную комнату, которая была внутренне соединена с другой аудиторией.  Все смертельные случаи произошли в соседних классах, 111 и 112.  Выживший в стрельбе рассказал, что, когда учительница Ирма Гарсия попыталась запереть дверь в класс, он выстрелил в окно, а затем загнал Гарсию в класс и сказал «Спокойной ночи», когда выстрелил в нее.  Другой выживший рассказал, что Рамос сказал: «Вы все умрете», войдя в класс.  Затем он открыл огонь по остальным ученикам и еще одному учителю в комнате.  По словам выжившего студента, Рамос играл «грустную музыку» во время резни.  После того, как он убил свою первую группу жертв, он зачерпнул их кровь и написал на доске «LOL». 
Большая часть стрельбы происходила внутри здания в течение первых нескольких минут; Рамос находился в классе более часа, в то время как вооруженная полиция оставалась снаружи класса и здания.  Во время стрельбы несколько учеников притворились мертвыми, в том числе одна ученица, 11-летняя Миа Серрильо, которая обмазала себя кровью одного из своих мертвых одноклассников, чтобы придать достоверность уловке.  По словам ученика, который прятался в соседнем классе, Рамос вошел и слегка присел, сказав: «Пора умирать», прежде чем открыть огонь.  После этого прибывший офицер крикнул: «Кричите, если вам нужна помощь!» Девочка в соседнем классе сказала: «Помогите». Рамос услышал девочку, вошел в класс и выстрелил в нее.  По словам студента, офицер ворвался в класс, и Рамос выстрелил в него, в результате чего другие офицеры открыли ответный огонь. 
Арнульфо Рейес, учитель в классе 111, получивший множественные огнестрельные ранения, вспоминал, что он проинструктировал своих учеников «залезть под стол и вести себя так, как будто вы спите». Затем прибыл Рамос и выстрелил в него, а затем открыл беспорядочную стрельбу по классу 111. Рейес сказал, что «какое-то время не слышал разговоров», но позже Рамос открыл второй раунд стрельбы по студентам, и Рейес сказал: «Если он не поймал их в первый раз, он попал во второй».  Все 11 учеников в классе 111 во время стрельбы погибли. Рейес притворился без сознания на полу, но Рамос выстрелил в него снова.  По словам Рейеса, он трижды слышал, как правоохранительные органы приближались к его классу из коридора, но они не вошли; Во время одного из таких случаев он услышал, как ученик из соседнего класса 112 сказал: «Офицер, мы здесь. Мы здесь». Поскольку правоохранительные органы уже ушли, Рейес сказал, что Рамос «подошел туда и выстрелил снова».  Рейес позже слышал, как правоохранительные органы говорили Рамосу выйти из класса, чтобы поговорить, говоря, что они не хотят никому причинять вред.  Кроме того, Рейес сказал, что во время прошлых проверок безопасности дверь класса 111, которая должна была быть заперта во время уроков, оставалась незапертой, потому что «защелка застряла», и что он рассказал об этой проблеме директору. 
Ученик класса 109 рассказал, что примерно через 15 минут после начала стрельбы стрелок подошел к двери класса 109 и потянул за ручку, но его учитель заклинил дверь, услышав выстрелы.  Стрелок выстрелил через стеклянное окно двери, ранив еще одного ученика и учителя четвертого класса в классе 109, а затем ушел.  В связи с тем, что официальный представитель Техаса заявил, что стрелок ненадолго вернулся в коридор после входа в классы 111 и 112 (не уточняя, в какое время это произошло), The Washington Post сообщила, что «вероятно, именно тогда в тех, кто находился в комнате 109, стреляли», прежде чем стрелок вернулся в классы 111 и 112. 
Офицеры прибыли через три минуты после того, как Рамос вошел в школу, и подошли к комнатам 111 и 112, но отступили после того, как Рамос выстрелил в них, ранив двух офицеров с царапинами на голове. [ Офицерам не удалось договориться о переговорах.

### Дополнительное реагирование на чрезвычайные ситуации
Заместители Службы маршалов США проехали почти 70 миль (110 км) до школы и прибыли в 12:10, где они помогли офицерам первоначально противостоять стрелку, оказать первую помощь и обезопасить периметр.  В 12:17 UCISD разослал сообщение в Твиттере о том, что в начальной школе был активный стрелок.  Начальник полиции школьного округа Педро Арредондо ошибочно определил, что ситуация «перешла от активного стрелка к забаррикадированному субъекту», согласно Департаменту общественной безопасности Техаса (DPS). Поскольку Рамос считался сдержанным, чиновники полагали, что они выиграли достаточно времени, чтобы ввести тактические подразделения. 
По словам судьи округа Увальде Билла Митчелла, учительница Ева Мирелес из соседних классов, где находился стрелок, позвонила своему мужу, Рубену Руису, сотруднику объединенного независимого школьного округа Увальде, который находился за пределами школы. По словам директора DPS Стивена Маккроу, во время звонка Мирелес сказала Руис, что в нее выстрелили и она умирает; когда Руис «попытался пройти вперед в коридор, его задержали [правоохранительные органы], отобрали у него пистолет и увели с места происшествия». В конце концов Мирелес умерла от огнестрельных ранений. 
После того, как полиция оцепила школу снаружи, родители умоляли офицеров войти в здание. Когда они этого не сделали, родители предложили самим войти в здание.  Полицейские сдерживали и хватали родителей, которые пытались войти в школу, предупреждая, что они будут использовать электрошокеры, если родители не будут выполнять указания. Видеоклипы этих взаимодействий были загружены в социальные сети, в том числе один, на котором изображен родитель, прижатый к земле.  Полиция распылила перцовый баллончик на родителя, пытавшегося добраться до своего ребенка, а офицер схватил отца другого ученика. Сообщается, что полиция применила электрошокер к родителю, который подошел к автобусу, чтобы забрать своего ребенка.  Офицеры надели наручники на мать двоих учеников школы за попытку проникнуть в школу.  Когда ее освободили от наручников, она перепрыгнула через забор и забрала своих детей, выйдя до того, как вошла полиция.  В видеоклипе родители спрашивают, почему полиция не пытается спасти их детей, на что офицер отвечает: «Потому что мне приходится иметь дело с вами!» 
Агент тактического подразделения пограничного патруля США (BORTAC) поспешил на место происшествия после получения текстового сообщения от своей жены, которая работала там учительницей. До этого агент отсутствовал при исполнении служебных обязанностей. Агент немедленно отправился в путь с дробовиком, одолженным ему парикмахером, и прибыл на место происшествия примерно через час после прибытия первых спасателей.  Затем он начал помогать эвакуировать детей. Вопреки слухам в Интернете и сообщениям в социальных сетях, он не входил в школу и не убивал стрелка.  Прибыли дополнительные агенты BORTAC, но у них не было тарана или других инструментов для взлома, поэтому маршал США на месте происшествия предоставил агентам баллистический щит. Рамос оставался в классе около часа, прячась за стальной дверью, которую, по словам полицейских, они не могли открыть, пока не получили отмычку от уборщика.  Тем не менее, есть свидетельства того, что дверь никогда не была заперта. 
После того, как дверь была открыта, в комнату вошел агент BORTAC с щитом, за ним последовали два других агента BORTAC, агент пограничного патруля по поиску, травматологии и спасению (BORSTAR) и, по крайней мере, один заместитель шерифа. Сообщается, что Рамос открыл огонь по группе из шкафа в комнате, прежде чем официальные лица открыли ответный огонь и убили его. 

### Автор: Педро Арредондо
В интервью The Texas Tribune, опубликованном 9 июня 2022 года, тогдашний начальник полиции школьного округа Увальде Педро «Пит» Арредондо сказал, что прибыл в школу, думая, что он был первым сотрудником правоохранительных органов на месте происшествия. Он утверждал, что отказался от полицейских и студенческих радиостанций, потому что хотел, чтобы его руки были свободны, чтобы стрелять в стрелка, и заявил, что он также думал, что рации замедлят его. Он сказал, что антенна одного радиоприемника ударяла его, когда он бежал, в то время как другая радиостанция была склонна отваливаться от его ремня, когда он бежал, и что он знал по опыту, что радиоприемники не работают в некоторых школьных зданиях. Арредондо сказал, что он не знал о звонках 9-1-1 из классов, в которых находился стрелок, потому что у него не было радио и никто ему не сказал; Другие офицеры в школьном коридоре также не были на радиосвязи. 
В интервью The Texas Tribune Арредондо сказал, что не считает себя командиром по инцидентам для правоохранительных органов; Вместо этого он выполнял роль спасателя на передовой, предполагая, что командует кто-то другой. Национальная система управления инцидентами, которая руководит всеми уровнями правительства по реагированию на массовые чрезвычайные ситуации, говорит, что первым человеком на месте происшествия является командир инцидента. Представители DPS описали Арредондо как командира инцидента и идентифицировали его как отдавшего приказ рассматривать ситуацию как забаррикадированный субъект. Арредондо сказал, что он пытался открыть дверь в класс 111, в то время как офицер полицейского управления Увальде пытался открыть дверь в класс 112, но обе были заперты.  По словам Арредондо, дверь класса имела стальной косяк, который не позволял правоохранительным органам легко взломать ее. Более поздние сообщения показали, что эти двери на самом деле не были заперты. 
Арредондо знал, что стрелок стрелял из класса, и что несколько выстрелов задели полицейских. По словам Арредондо, он и офицеры в школьном коридоре изо всех сил старались сохранять тишину, только шептались друг с другом, опасаясь, что если боевик услышит их, то выстрелит в них. Он провел в коридоре более часа, из которых 40 минут держался подальше от дверей класса, чтобы не попасть под огонь. Арредондо сказал, что во время ожидания инструментов для взлома двери он пытался поговорить с стрелком через стены, чтобы установить взаимопонимание, но не получил ответа. 
Также в интервью The Texas Tribune Арредондо сказал, что ему предоставили шесть ключей, которые он попробовал на двери, примыкающей к комнате, где находился стрелок, но ни один из них не открыл эту дверь. По его словам, позже он получил еще 20-30 ключей, которые также не сработали, и что в конце концов другие офицеры позвонили ему на мобильный телефон, чтобы сообщить, что они получили подходящий ключ. Арредондо отрицал свою трусость и некомпетентность, заявив, что «целью правоохранительных органов было спасти как можно больше жизней, а эвакуация учеников из классов всеми участниками спасла более 500 наших учеников и учителей из Увальде, прежде чем мы получили доступ к стрелку и устранили угрозу». 

### Хронология событий
Ниже приведена хронология событий, согласно правоохранительным органам и другим источникам.  Эта временная линия все еще находится в стадии расследования. По состоянию на 19 июня 2022 года существует множество споров о сроках. 
| Время             | Событие |
| ----------------- | --- |
| Около 11:10 утра. | Рамос стреляет в свою бабушку. Затем он пишет 15-летней знакомой в Интернете, сообщает ей, что застрелил свою бабушку и собирается напасть на школу. Он садится в грузовик своей бабушки и едет в сторону начальной школы Робба. |
| 11:28 утра        | Рамос врезается на грузовике своей бабушки в канаву рядом со школой и выходит из машины, вооруженный, оставляя одну винтовку рядом с грузовиком. Он начинает стрелять в двух мужчин, прибывающих пешком из ближайшего похоронного бюро. Они бегут обратно в похоронное бюро невредимыми. |
| 11:30 утра        | Первый звонок 9-1-1 был сделан учителем, который видел Рамоса, в то время как Служба маршалов США получила звонок о помощи от офицера полиции Увальде. Учитель входит в школу через западную входную дверь и закрывает ее. Дверь остается незапертой, потому что ее можно запереть только снаружи. |
| 11:31 утра        | Снаружи школы Рамос начинает стрельбу, и через минуту несколько пуль пробивают окна класса. |
| 11:31 утра        | Офицер Объединенного независимого школьного округа Увальде (UCISD) прибывает в школу, услышав звонок 9-1-1. Он проезжает мимо стрелка и ошибочно идентифицирует учителя за стрелка. |
| 11:33 утра        | Рамос входит в школу через западную входную дверь, проходит по коридору и стреляет во взаимосвязанные классы 111 и 112 из коридора, затем входит, выходит и снова входит в классы 111 и 112. Он произвел более 100 выстрелов за четыре минуты в классах 111 и 112. |
| 11:35 утра        | Трое офицеров UPD с двумя винтовками входят в школу через западную входную дверь. Восемь секунд спустя за ними следуют еще три офицера UPD и один офицер UCISD. |
| 11:36 утра        | Через пять секунд после входа первых трех офицеров UPD начальник UCISD Арредондо вместе с другим офицером UCISD и двумя офицерами UPD входят в школу через южную входную дверь. |
| 11:37 утра        | Выстрел Рамоса задел двух офицеров в коридоре. |
| 11:40 утра        | Арредондо звонит на стационарный телефон UPD и говорит: «Он у нас в комнате. У него есть AR-15. Он много стрелял... Огневой мощи у нас сейчас нет... Это все пистолеты... У меня нет радио... Мне нужно, чтобы ты принес мне радио и дал мне мое радио... Мне нужно достать одну винтовку... Я пытаюсь его подставить». В других случаях во время разговора он говорит: «Мне нужно, чтобы это здание было окружено... с как можно большим количеством AR-15», и просит создать полицейский отряд спецназа на южной стороне школы.                                                 |
| 11:41 утра        | Находясь на линии с диспетчером, офицер UPD говорит: «Мы считаем, что он забаррикадировался в одном из офисов. Там все еще стреляют». На вопрос, заперта ли дверь комнаты, офицер UPD отвечает: «Я не уверен, но у нас есть Халлиган, чтобы сломать ее». |
| 11:42 утра        | Сообщается, что учитель пишет кому-то, чтобы сообщить об активном стрелке в школьном кампусе. |
| 11:43 утра        | Школа объявляет о блокировке «из-за стрельбы в этом районе» через Facebook, добавляя, что «ученики и персонал находятся в безопасности в здании». |
| 11:44 утра        | Офицеры требуют больше ресурсов, снаряжения, бронежилетов и переговорщиков; Начинается эвакуация студентов. |
| 11:52 утра        | Баллистический щит заносится в школу через западную входную дверь. Второй, третий и четвертый баллистические щиты вносятся в школу в 12:02, 12:03 и 12:20 соответственно через западную входную дверь. |
| 11:58 утра        | Специальный агент DPS заявляет: «Если там есть дети, нам нужно туда войти», на что другой сотрудник правоохранительных органов отвечает: «Что это?» «Если там есть дети, нам нужно туда войти», — повторяет специальный агент DPS. «Кто бы ни был главным, это определит», — говорит неизвестный офицер. Этот записанный обмен мнениями включен в выпущенное видео. |
| 12:03 вечера      | Девятнадцать сотрудников правоохранительных органов собираются в коридоре к классам, но не входят в класс, в котором находится Рамос, потому что предполагаемый командир инцидента Педро Арредондо рассматривал ситуацию как ситуацию с «забаррикадированным субъектом», а не «активным стрелком». 10 июня 2022 года Арредондо сообщил CBS News, что в то время не знал, что он был командиром инцидента. Утверждалось, что Арредондо считал, что жизни больше не находятся под угрозой, и что ему нужно больше оборудования и офицеров, прежде чем проводить тактический прорыв. |
| 12:03 вечера      | Ученица звонит по номеру 9-1-1 из аудитории 112, называя себя и номер класса; Она завершает разговор через 1 минуту и 23 секунды. |
| 12:10 вечера      | Первая группа заместителей маршалов США прибывает в школу для оказания помощи. Ученица из класса 112 звонит в 9-1-1 во второй раз. |
| 12:12 вечера      | Исполняющий обязанности начальника полицейского управления Увальде, лейтенант Мариано Паргас, узнает от офицера своего отдела, что «ребенок позвонил в 911 и сказал, что комната полна жертв». Затем Паргас входит в школу и говорит тамошним офицерам: «Ребенок только что позвонил, что у них там есть жертвы», а затем уходит. |
| 12:13 вечера      | Ученик в классе 112 звонит в 9-1-1 в третий раз, сообщая о нескольких погибших людях в классе. |
| 12:14 вечера      | Арредондо приказывает офицерам расположить снайпера на восточной крыше. |
| 12:15 вечера      | Некоторые члены тактического подразделения пограничного патруля прибывают в школу с тактическими щитами. |
| 12:16 вечера      | Ученик из комнаты 112 звонит в 9-1-1 в четвертый раз, сообщая, что восемь-девять учеников все еще живы в классе. |
| 12:16 вечера      | Паргас звонит диспетчерам своего отдела, которые сообщают ему, что студентка, которая звонила из комнаты 112, сказала, что в этой комнате еще живы восемь-девять студентов. Паргас отвечает: «Хорошо, хорошо, спасибо». В течение следующих четырех минут Паргас рассказывает офицеру пограничного патруля о раненых жертвах, а затем разговаривает с техасским рейнджером, не упоминая о детях в классе со стрелком. Затем Паргас покидает школьный коридор и не возвращается.                                                                                                   |
| 12:17 вечера      | Школа объявляет на своей странице в Facebook, что в кампусе есть активный стрелок и власти находятся на месте происшествия. |
| 12:17 вечера      | На кадрах с нательной камеры слышно, как Арредондо инструктирует офицеров: «Скажите им, черт возьми, подождать. Никто не входит». |
| 12:19 вечера      | Ученица из класса 111 звонит в 9-1-1, но вешает трубку, когда другой ученик говорит ей закончить разговор. |
| 12:21 вечера      | По записям с камер наблюдения слышны четыре выстрела. |
| 12:23 вечера      | Арредондо говорит: «Мы потеряли двоих детей. Эти стенки тонкие. Если он начнет стрелять, мы потеряем еще больше детей. Ненавижу говорить, что мы должны отложить их в сторону прямо сейчас». |
| 12:24 вечера      | Арредондо пытается поговорить с боевиком, говоря по-английски, а затем по-испански, чтобы сдаться. Он делает это снова в 12:38. Стрелок, Рамос, так и не отвечает. |
| 12:27 вечера      | Арредондо говорит: «Люди будут спрашивать, почему мы так долго работаем. Мы пытаемся сохранить оставшуюся жизнь». |
| 12:28 вечера      | Арредондо говорит: «Очевидно, что там есть окно. Дверь, вероятно, будет заперта. Такова природа этого места. Я собираюсь получить еще несколько ключей для тестирования». |
| 12:35 вечера      | Инструмент Халлигана для взлома приносят в школу через западную входную дверь. |
| 12:36 вечера      | Студент из комнаты 112 звонит в 9-1-1 в пятый раз, сообщая, что Рамос прострелил дверь. Ей предписывают оставаться на линии и вести себя очень тихо. |
| 12:41 вечера      | Арредондо говорит: «Чтобы вы понимали, мы думаем, что там есть травмы. И вы знаете, что мы сделали, мы очистили остальную часть здания, чтобы у нас не было ничего, кроме того, что уже там, очевидно». |
| 12:43 вечера      | Ученик в аудитории 112 звонит по номеру 9-1-1 и просит оператора немедленно вызвать полицию. |
| 12:46 вечера      | Ученица в классе 112 говорит, что слышит полицию по соседству. |
| 12:46 вечера      | Арредондо говорит: «Если вы все готовы это сделать, вы это делаете, но вы должны отвлечь его от этого окна». |
| 12:47 вечера      | Ученик в аудитории 112 снова просит оператора 9-1-1 немедленно вызвать полицию. |
| 12:48 вечера      | Капитан полиции Джоэл Бетанкур по полицейскому радио отдает команду ждать: «Команда, которая собирается прорваться, должна быть наготове. Команда, которая собирается прорваться, должна быть наготове». |
| 12:50 вечера      | Офицеры пограничного патруля во внеслужебное время используют отмычку уборщика, чтобы открыть дверь, запертую Рамосом, и они входят в класс, обходя офицеров UCISD. По состоянию на 18 июня 2022 года в противоречивом отчете о расследовании говорится, что дверь всегда была незаперта. Рамос, прячась в шкафу, выбивает дверь ногой и начинает стрелять в полицейских. Офицеры открывают ответный огонь и убивают его. |

## Список жертв
В результате стрельбы погибли девятнадцать учеников и два учителя.

### Ученики
- Невеа Алисса Браво (10 лет)
- Жаклин Джейлен Касарес (9 лет)
- Макенна Ли Элрод (10 лет)
- Хосе Мануэль Флорес-младший (10 лет)
- Элиана Эмайя Гарсия (9 лет)
- Узия Серхио Гарсия (10 лет)
- Амери Джо Гарца (10 лет)
- Ксавьер Джеймс Лопес (10 лет)
- Джейс Кармело Луэванос (10 лет)
- Тесс Мари Мата (10 лет)
- Маранда Гейл Матис (11 лет)
- Алития Хейвен Рамирес (10 лет)
- Аннабелль Гвадалупе Родригес (10 лет)
- Майте Юлеана Родригес (10 лет)
- Александрия Ания Рубио (10 лет)
- Лейла Мари Салазар (11 лет)
- Джейла Николь Сильгеро (10 лет)
- Элиана Круз Торрес (10 лет)
- Рохелио Фернандес Торрес (10 лет)

### Учителя
- Ирма Линда Гарсия (48 лет)
- Ева Мирелес (44 года)

## Последствия

### Действия полиции
После публикации видео с нательных камер полицейских и камер наблюдения установленных в школе, семьи погибших выразили гнев и возмущение тем фактом, что даже когда в коридоре здания собралось большое число сотрудников полиции, никто из них не попытался войти в класс, в котором стрелок забаррикадировался с учениками. Также видно, как вооруженные офицеры приближаются к классу, но затем отступают, когда вновь слышат выстрелы. В конце концов они ворвались в класс и застрелили 18-летнего стрелка более чем через час после того, как он впервые открыл огонь.
Всего в операции участвовали почти 400 сотрудников правоохранительных органов, в том числе 150 агентов пограничного патруля США и 91 офицер полиции Техаса.
21 июня 2022 года полковник Стив Маккроу, директор Департамента общественной безопасности Техаса, заявил, что реакция полиции была «жалким провалом и противоречила всему, что мы узнали за последние два десятилетия», и что полиция могла остановить стрелка за три минуты.

### Дискуссии о запрете оборота оружия в США
Массовое убийство в Ювалде привело к очередной активизации дискуссии в США об обороте огнестрельного оружия. Президент США Джо Байден и вице-президент Камала Харрис сделали заявления по этому вопросу через несколько часов после трагедии в Техасе. Ожидается, что в ближайшие месяцы будут инициированы изменения в законодательстве, как это было в 2012 году после стрельбы в школе в Сэнди-Хук.
27 мая бывший президент США Дональд Трамп призвал разрешить американским учителям, прошедшим необходимую тренировку, носить оружие в школах.

### Судебные дела
В октябре 2022 года окружной суд Франкфурта (Германия) признал 15-летнюю девушку, которая общалась с Сальвадором Роландо Рамосом перед его массовым убийством в школе, виновной в несообщении о запланированных преступлениях.